# Модерна философия
Модерната философия (също и като философия на Новото време) е философията, практикувана в Западна Европа и Северна Америка между 17-и и началото на 20 век. Това не е специфична доктрина или школа (и затова не бива да се бърка с Модернизма), въпреки че има някои допускания, приемания, общи за голяма част от нея, което помага да се разграничи от предходната като период философия. 
В действителност периода 17 – 20 век е твърде общ, като очертаване на границите на модерната философия, и може да се спори каква част от Ренесанса би могла да бъде включена в него, съответно по същия начин и доколко модерността има своя завършек през 20 век и в каква степен е заменена от пост-модерност. Получава се така, че дефинирането на тези граници конкретизира вече „определен тип“ (мислене, разбиране за) модерна философия. И все пак конвенционалното приемане е, че философията отпреди Декарт е смятана за Ранна модерна философия (като остава отворен въпросът дали тя е вътре, в или извън границите на същинската модерна философия), и по същия начин конвенционализирано е приемането, че философията на 20 век, или поне тази след Витгенщайн е „Съвременна философия“ (отново в този случай остава отворен въпросът дали това е модерна или не философия). Така че тук, в тази статия, като модерна философия ще се разглежда този период от философията, който започва с Декарт и завършва с философията на Витгенщайн.
Основните фигури на философия на ума, епистемологията и метафизиката през 17-и и 18 век са грубо разделени на две основни групи: емпирици и рационалисти. В късния 18 век Имануел Кант развива една изключително отстояща от всичко предходно и новаторска философска система, която се опитва да обедини емпиризма и рационализма. И все пак Кант не успява съвсем да прекрати този философски диспут, но успява да възпламени едно течение в германската философска мисъл и това е германския идеализъм.
През 19 век британската философия става изключително доминирана от неохегелиански разбирания и в едни такива условия фигури като тази на Бъртранд Ръсел и Джордж Едуард Муур започват да се придвижват по посока на аналитичната философия.